# Gomenella
Gomenella es un género de hemíptero de la familia Aleyrodidae, con una subfamilia: Aleyrodinae.

## Especies
- Gomenella dryandrae Takahashi, 1950
- Gomenella multipora Dumbleton, 1961
- Gomenella reflexa Dumbleton, 1961